# Getande spanner
De getande spanner (Odontopera bidentata) is een nachtvlinder uit de familie van de spanners (Geometridae). De voorvleugellengte bedraagt tussen de 20 en 24 millimeter. De soort komt verspreid over het Palearctisch gebied voor. Hij overwintert als pop.

## Waardplanten
De getande spanner heeft als waardplanten allerlei struiken en loofbomen.

## Voorkomen in Nederland en België
De getande spanner is in Nederland en België een zeldzame soort, die verspreid over het hele gebied op zandgronden kan worden gezien. De vlinder kent jaarlijks één generatie die vliegt van eind april tot in juni.